# People like us
People like us er en film instrueret af Lïfe Andruszkow.

## Handling
Live-Performance video med The Act. Videoen er en live performance fuldmåne-koncert 30. juli '88, i Fælledparken på Store Scene. I teksten er det mennesker som os der skaber frihed, fred og kærlighed; men det er også mennesker som os, der skaber undertrykkelse, krig og had. Håbet er, at vi kan danse sammen i et fremtidigt liv...